# Fender Bass VI
Fender Bass VI — спочатку відома як Fender VI, є шестиструнною електро бас-гітарою виробництва Fender. Інструмент налаштований на октаву нижче стандартної електрогітари. Таким чином, це електрифікована односкладова версія bajo sexto, акустичної 12-струнної бас-гітари з Мексики або електричної гітари-контрабаса.

## Дизайн
Fender VI була випущена у 1961 році та дотримувався концепції шестиструнного баса Danelectro, випущеного в 1956 році, з шістьма струнами, налаштованими від E1 до E3, на октаву нижче іспанської гітари. Bass VI був тісно пов'язаний з Fender Jaguar, з яким у нього були спільні стилі та технічні деталі, зокрема плаваюче тремоло Fender. VI мав офсетний корпус, подібний до кузова Jazzmaster/Jaguar, але не ідентичний.
З 1995 по 1998 рік компанія Fender Japan випустила вінтажне перевидання, яке включало пікапи та електроніку моделі 1963 року в стилі Jaguar.